# Fays (Haute-Marne)
Fays ist eine französische Gemeinde mit 62 Einwohnern (Stand: 1. Januar 2022) im Département Haute-Marne in der Region Grand Est. Sie gehört zum Arrondissement Saint-Dizier und ist Mitglied im Gemeindeverband Communauté d’agglomération du Grand Saint-Dizier, Der et Vallées.

## Lage
Die Gemeinde Fays liegt etwa 20 Kilometer südlich von Saint-Dizier auf einem Plateau zwischen den Flusstälern von Blaise und Marne. Sie ist umgeben von folgenden Nachbargemeinden:
| Valleret | Sommancourt                                 | Maizières             |
| Domblain | Kompassrose, die auf Nachbargemeinden zeigt | Chatonrupt-Sommermont |
|          | Guindrecourt-aux-Ormes                      |                       |

## Bevölkerungsentwicklung
| Jahr                       | 1962 | 1968 | 1975 | 1982 | 1990 | 1999 | 2008 | 2018 |
| -------------------------- | ---- | ---- | ---- | ---- | ---- | ---- | ---- | ---- |
| Einwohner                  | 90   | 80   | 86   | 71   | 69   | 80   | 75   | 72   |
| Quellen: Cassini und INSEE |      |      |      |      |      |      |      |      |

## Sehenswürdigkeiten

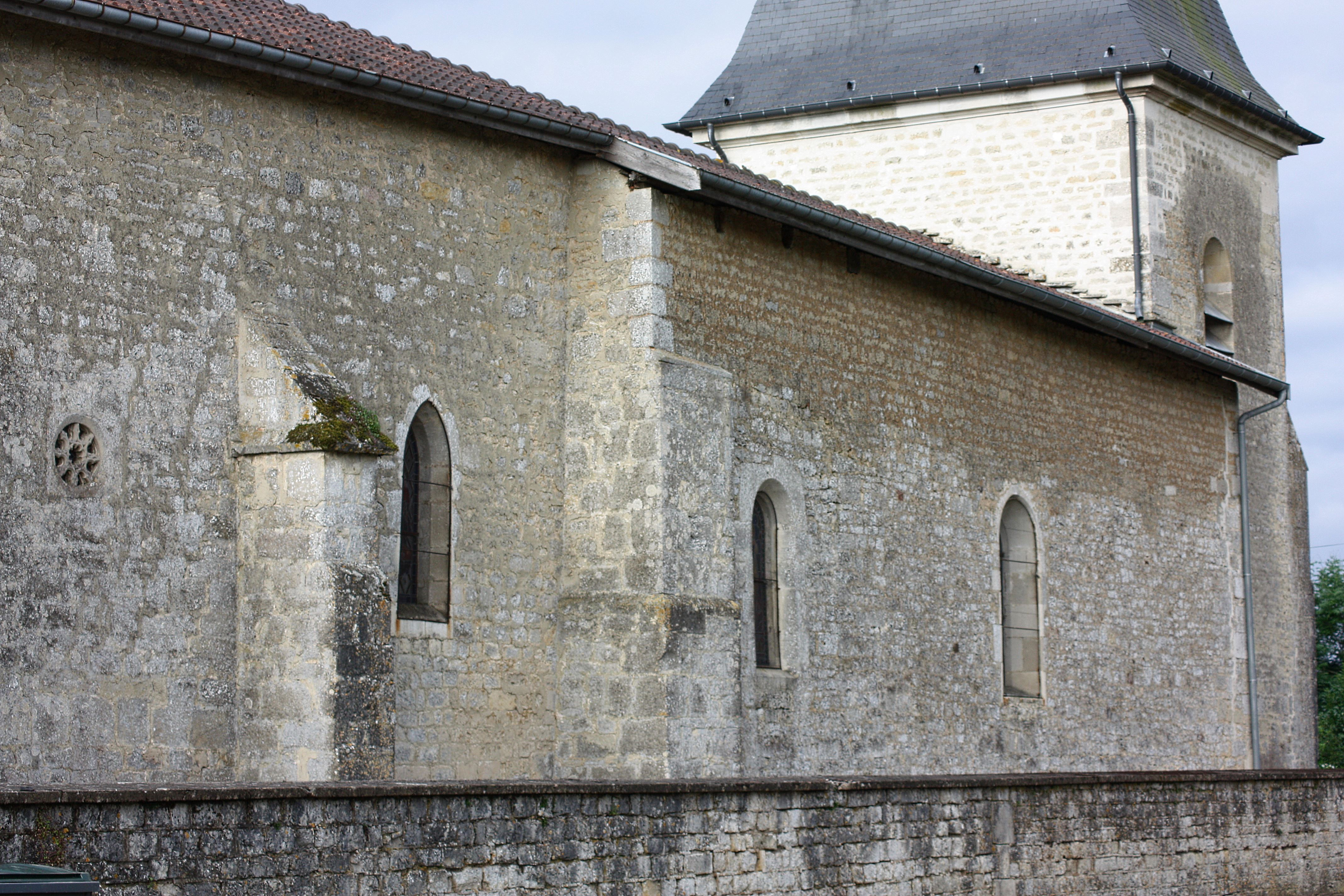
Kirche Saint-Martin

- Kirche Saint-Martin